# Vining (Kansas)
Vining és una ciutat dels Estats Units a l'estat de Kansas. Segons el cens del 2000 tenia 58 habitants.

## Demografia
Segons el cens del 2000, Vining tenia 58 habitants, 26 habitatges, i 15 famílies. La densitat de població era de 101,8 habitants/km².
Dels 26 habitatges en un 23,1% hi vivien nens de menys de 18 anys, en un 50% hi vivien parelles casades, en un 3,8% dones solteres, i en un 42,3% no eren unitats familiars. En el 38,5% dels habitatges hi vivien persones soles l'11,5% de les quals corresponia a persones de 65 anys o més que vivien soles. El nombre mitjà de persones vivint en cada habitatge era de 2,23 i el nombre mitjà de persones que vivien en cada família era de 3,07.
Per edats la població es repartia de la següent manera: un 25,9% tenia menys de 18 anys, un 6,9% entre 18 i 24, un 19% entre 25 i 44, un 36,2% de 45 a 60 i un 12,1% 65 anys o més.
L'edat mediana era de 40 anys. Per cada 100 dones de 18 o més anys hi havia 126,3 homes.
La renda mediana per habitatge era de 27.500 $ i la renda mediana per família de 28.750 $. Els homes tenien una renda mediana de 28.750 $ mentre que les dones 8.750 $. La renda per capita de la població era de 26.924 $. Cap de les famílies i el 2,2% de la població estaven per davall del llindar de pobresa.

## Poblacions més properes
El següent diagrama mostra les poblacions més properes.